# Kōji Kobayashi
Koji Kobayashi (小林 光二, Kobayashi Kōji) est un boxeur japonais né le 27 août 1957 à Tokyo.

## Carrière sportive
Passé dans les rangs professionnels en 1978, il devient champion du monde des poids mouches WBC le 18 janvier 1984 après sa victoire par arrêt de l'arbitre au 2e round contre Frank Cedeno. Kobayashi est battu dès le combat suivant par Gabriel Bernal le 9 avril 1984 et met un terme à sa carrière de boxeur en 1985 sur un bilan de 24 victoires, 4 défaites et 3 matchs nuls.